# Colorant direct
Un colorant direct ou "colorant substantif" est un colorant soluble utilisé en teinturerie. Il permet de teindre directement les fibres d'origine cellulosique. Les teintures n'offrent généralement qu'une solidité, une résistance limitée aux épreuves humides : eau, lavage et à la sueur. Elles supportent mal les épreuves sévères.
Les solidités lumière sont variables : faibles à assez bonnes pour la majorité des colorants directs, bonne à très bonne pour les autres (utilisés en ameublement).
C'est un colorant généralement bon marché. Le prix d'un colorant est tributaire de ses propriétés.
Quelques colorant directs peuvent également teindre la laine et les polyamides avec de bonnes solidités.
Pour des raisons écologique, la teinture avec des colorants directs à diazoter n'ont plus cours dans certains pays. 

## Mise en garde préalable à la lecture
*La teinturerie peut être considéré comme une industrie artisanale. Le côté industriel se retrouve dans les structures et infra structure que doit posséder une teinturerie. Le côté artisanal tient au fait qu'en partant d'un procédé de base, l'interprétation qu'en fait le teinturier diffère en fonction des machines dont il dispose, de la présentation de la marchandise à teindre (bourre, fils, tricot, tissus, tapis, dentelles, passementerie, lacets, cordes pour saucissons etc.), de l'usage auquel l'article est destiné, du prix que le donneur d'ordre est prêt à payer etc.
On peut pratiquement dire qu'il y a autant de procédés de teinture qu'il y a de teinturiers, c'est pourquoi, ce qui suit ne donne qu'un aperçu du comment cela peut se faire. 
Il serait en effet trop long et de toute manière incomplet de donner le détail des opérations qu'une marchandise textile subit avant d'arriver entre les mains de l'usager final. 
Il faut également tenir compte que beaucoup d'articles à teindre sont composés de mélanges de fibres et que par conséquent il faut faire des compromis pour ménager le textile.

## Mode d'emploi
Ce sont des colorants solubles, il suffit de les dissoudre dans de l'eau bouillante.
Les auxiliaires de teinture sont : 
- du chlorure ou sulfate de soude pour favoriser l'épuisement (montée du colorant sur la fibre) ;
- un mouillant pour aider la pénétration au sein du fil ;
- un égalisant pour aider à l'obtention d'un bon unisson ;
- un adoucissant (pour favoriser le glissement des plis les uns sur les autres).

Ces auxiliaires sont ajoutés en début de teinture. Ensuite, lorsque le mélange est homogène on ajoute les colorants. Puis le bain est porté progressivement à ébullition, soit directement, soit par paliers avec ajoute progressive de sel(suivant le cas). On teint pendant 45 à 60 minutes (toujours pour favoriser la pénétration), parfois plus longtemps pour les nuances foncées, puis est refroidi à 80 °C pour l'« échantillonnage » (vérification de la nuance obtenue) ; la correction éventuelle se fait par addition des colorants manquants et retour à l'ébullition pendant 20 minutes etc. 
La teinture est suivie d'un rinçage, à l'eau dure de préférence ou sous addition de sel (chlorure ou sulfate). Si nécessaire, un traitement avec un agent de fixation est ajouté pour augmenter les solidités au lavage. 
Le mordançage consiste à fixer une substance (tanin, huile, etc.) sur la marchandise. Ceci en une ou plusieurs passes suivant l'intensité de la nuance souhaitée. La marchandise est ensuite teinte avec un colorant qui se fixe sur le tanin fixé au coton. Ce procédé est abandonné depuis longtemps dans nos pays. 
Les colorants directs à diazoter servaient pour la teinture de nuances foncées solides. Elle se passait en 2 temps, premièrement la teinture avec un colorant (livré à un stade incomplet de sa fabrication) de façon classique, ensuite on procédait à la diazotation dudit colorant (en fait en achevait sa fabrication au sein de la fibre) à froid avec du nitrite de soude et de l'acide chlorhydrique.